# Michael Fox
Michael Fox (Yonkers, New York, 27 februari 1921 - Woodland Hills, Los Angeles, 1 juni 1996) was een Amerikaans acteur. 
Fox speelde al op de middelbare school in zijn woonplaats Yonkers al in allerlei toneelstukken. Nadat kort met het idee gespeeld te hebben om geschiedenisleraar te worden, ging Fox iets doen dat volgens zijn eigen niet verder van hem af kon liggen. Hij werd een 'boomer' (een meereizend medewerker van de spoorwegen). Hij werkte op meerdere lijnen als de rem-operateur. Midden jaren 40 werd zijn interesse in acteren weer opgewekt en speelde hij in Los Angeles in allerlei kleinere theaters. Een acteer-regisseer klus voor het toneelstuk The Home of the Brave trok de aandacht van de filmwereld en Fox speelde zijn eerste filmrol in A Yank in Indo-China (1952). Hij verscheen vervolgens in tientallen films en speelde talloze (gast)rollen in televisieseries. 
Tijdelijke vaste rollen speelde hij onder meer in Perry Mason, Burke's Law, Falcon Crest en The Bold and the Beautiful (waarin hij te zien was als Saul Feinberg). Ook was hij in twee afleveringen van Columbo te zien als dierenarts Benson. 
Vanaf 1947 tot aan zijn dood was Fox getrouwd met Hannah; met haar kreeg hij twee kinderen. Fox overleed op 75-jarige leeftijd aan de complicaties van een longontsteking. Zijn laatste rol speelde hij in een aflevering van NYPD Blue, een jaar eerder.

## Trivia
- Hij was ook de reden dat Michael J. Fox de J. in zijn naam verwerkte; een Michael Fox was immers al ingeschreven bij de Screen Actors Guild.

- Gemeinsame Normdatei: 1280146060
- International Standard Name Identifier: 0000 0000 4660 4425
- Library of Congress Control Number: no97037882
- Virtual International Authority File: 46366871
- WorldCat: E39PBJrWyy9TCjjWvjKhwwPfbd